# Менингоэнцефалит
Менингоэнцефали́т (др.-греч. μῆνιγξ (лат. meninx, род. п. meningis) — «мозговая оболочка» + др.-греч. ἐγκέφαλος — «головной мозг» + лат. -itis — суффикс, означающий воспаление) — воспаление оболочек и вещества головного мозга, может затронуть спинной мозг, вызывая паралич.

## Этиология
Менингоэнцефалит могут вызвать бактерии (Listeria monocytogenes, Neisseria meningitidis, Rickettsia prowazekii, Treponema pallidum), вирусы (клещевого энцефалита, вирус Западного Нила) и простейшие (Trypanosoma brucei, Toxoplasma gondii, Naegleria fowleri), мутантные формы свободноживущих пресноводных амёб.

## Клиническая картина
Клиническая картина заболевания менингоэнцефалита очень сходна с менингитом. Больные жалуются на головную боль, тошноту, озноб, рвоту, высокую температуру тела. Заболевание начинается остро. Возможен короткий продромальный период (несколько часов).

## Диагностика
Диагностические методы менингоэнцефалита также не отличаются от диагностики менингита. Основой диагностики являются результаты исследования спинномозговой жидкости

## Прогноз
Прогноз заболевания неблагоприятный. Характерно тяжелое течение заболевания и высокий процент летальных исходов.

## Профилактика
Главным средством специфической профилактики заболевания является вакцинация. Обычно её делают в детском возрасте. Также одним из методов профилактики является химиопрофилактика (рифампицин по 600 мг каждые 12 ч в течение 2 дней).

## Известные люди, болевшие менингоэнцефалитом
- Кристофер Прис — популярный британский телеведущий. Погиб от менингоэнцефалита[4].
- Моррис Иемма — бывший премьер-министр штата Новый Южный Уэльс, Австралия. Перенес менингоэнцефалит[5].
- Грачёв, Павел Сергеевич — российский государственный и военный деятель. Умер от менингоэнцефалита[6].

## Менингоэнцефалит у животных
Основная причина заболевания — инфекция. Наибольшее значение имеют вирусные энцефаломиелиты, обусловленные нейротропными или пантротропными вирусами. Болезнь может развиваться при лептоспирозе и бактериальных инфекциях. Вторичные менингоэнцефалиты развиваются при ранении костей черепа, вследствие перехода воспаления с близрасположенных тканей, в случае сепсиса и тромбоэмболии при гангрене лёгких, эндокардите, эндометрите и гнойно-некротических процессах. Способствуют возникновению заболевания переохлаждение, перегревание, перенапряжение и другие факторы, снижающие резистентность организма.